# 黃姓
黃姓是中文姓氏之一，在《百家姓》中排名第96位，中國大陸第七大姓。黃姓人口在廣東省最多，佔全國黃姓總人口的約19%。黃姓在廣東、香港和澳门為第二大姓；在广西為第一大姓；在福建、台灣為第三大姓。在韓國、朝鲜亦有黃姓（황），羅馬字母轉寫為Hwang。

## 姓氏起源
黃氏的起源如下：
一、出自嬴姓：《後汉书·郡国志》曰：“故黄国，嬴姓。”
- 伯益之後：伯益為嬴姓之祖，因治水有功受到帝舜的賜封，其後裔有封於黃國。傳說中，伯益的後裔有十四個分支，即：「既徐氏、郯氏、莒氏、終黎氏、運奄氏、菟裘氏、將梁氏、黃氏、江氏、修魚氏、白冥氏、蜚廉氏、秦氏、趙氏、合稱嬴姓十四氏。」而其中的黃氏，約是商末周初時，在現今河南潢川建國，到了周朝，因受封為子爵，故又稱做黃子國。蔡邕在《漢交阯都尉胡夫人黃氏神誥》明言：「黃氏出自伯翳」。

公元前648年，黄国被楚国灭亡。黄国灭亡后，其国人不忘故国，遂以黄为氏。他们多距原黄国不远，其中在江夏（今湖北新洲县西）一带聚居最多，故后人遂以江夏为黄氏的郡望。
二、出自金天氏：台駘是少皋金天氏的曾孫，因治水有功，顓頊封他到汾川（今山西汾水流域）。其後人曾在春秋時其建立沈、姒、蓐、黃等國，周初，為晉所滅，子孫遂以國為氏。这支赢姓黄氏，主要集中分布在今山西一带，是为山西黄氏。
三、古代南方蠻族有黃姓。在廣西南寧一帶。武陵溪人、峒人和壮族等少数民族中，都有黄姓。《新唐書》記載：「邕管（在廣西境內）蠻有黃姓。唐黃少卿、少高、少溫是。」
四、出自近代其它民族。一為避亂時改姓，如滿族之「伊喇氏、西林覺羅氏、鄂吉氏、鄂佳氏、那拉納喇氏」，亦或回族之「蒲氏」。或是如台灣原住民漢化時由當權者、漢人賜姓。
五、他姓改姓黄。上古时候，黄、王同音，故有的王姓改为黄姓；还有其他原因改姓黄的：如陆姓、巫姓、吴姓、金姓改黄姓等等。巫改黄：巫、黄，古音近似。《江西通志稿》载：黄氏，即巫双瑞后裔。

### 华南黄氏
南雄珠玑巷位于梅岭山下，是广东仅存的宋代古巷道，被称为“广东第一巷”珠玑巷的得名始于唐代张昌七世同居，朝廷知道后为表彰其孝义特赐珠玑绦环。自梅关开通以来，梅关驿道就成为中原和江南通往岭南的唯一一条大道，也是北上商贸交易和南迁移民的重要交通路线，珠玑巷便成了这条驿道上的一个重要墟镇。前人杨廷桂在《南还日记》中描写：“途中行旅如蚁，挤拥甚于观剧。大量来自中原各地移民及商人进入岭南珠玑巷，又经此转至珠江三角洲及广西以至海外谋生，其后裔遍布岭南、港、澳、台和海外各国。”珠玑巷是大部分珠三角广府民系的发祥地，海外华侨的祖居。广府黄氏多属江夏堂，多由江夏郡迁至南雄珠玑巷，再散居珠江三角洲。据珠玑巷南迁后裔联谊会搜集的各地南迁后裔143姓族谱记栽，由珠玑巷播迁粤、港、澳、台及海内外的后裔数千万人，都承根认脉，均称珠玑巷为“七百年前的桑梓乡”。

## 分佈狀況
多在廣東、福建、江西、湖南、四川、湖北等南方省份，計有臨江、淮南、汝南、南陽、零陵、巴西、河陽、新安、金華、邵武、固始、信州、旴江等。 約莫於明、清代之後，遷往東南亞各地。此外，在壯族、土家族、回族等少數民族中，也有不少黃姓人。

### 福建黄氏
南宋梁克家《三山志》载：“永嘉之乱，衣冠南渡，始入闽者八族”，明何乔远《闽书》载：“永嘉二年（308年），中原板荡，衣冠始入闽者八族，所谓林、黄、陈、郑、詹、丘、何、胡也。”史称“衣冠南渡，八姓入闽”。晋安郡黄氏为八姓之一，唐太子詹事林披（795年进士）撰写的《唐桂州刺史封开国公岸行状》、《刺史公迁居述》载：“其先望出江夏安陆⋯⋯家状谓其先光州固始人，晋元帝渡江，随徙闽侯官。”现福州三坊七巷的“黄巷”即为祖居地，在福建有“陈林半天下，黄郑满街排”之说。莆田的莆阳黄氏、巩溪黄氏、军城黄氏、龙溪黄氏、金墩黄氏及泉州的紫云黄氏等为其后裔。
唐朝末年，光州固始人王潮、王审邽、王审知三兄弟率军入闽，光州固始的黄氏族人黄敦、黄膺也随军定居于福建，后裔分虎丘黄氏、五经黄氏等。邵武的黄峭一族也是光州固始迁徙来的，分21房。
福建黄氏从唐宋时逐渐分布到广东、广西、海南、江西、台湾等地。

## 历史和迁徙

### 夏朝至春秋时期
《竹书纪年》载：“（夏）后相即位，二年，征黄夷。”黄夷属东夷的一支，商代卜辞中也有“伐于黄尹”的记载。《左传》桓公八年（前704年）开始有黄国的记载，公元前648年夏，黄国被楚成王所灭。黄国故城位于今河南省潢川县城西约6公里的隆古乡，1983年在潢川之南的光山县城旁宝相寺发现黄君孟夫妇合葬墓，出土有“黄君孟自乍行器”和“黄子乍黄夫人孟姬器”之铭的铜器和大量精美的玉器。1988年发掘出黄国贵族黄季佗父墓。因此黄氏从黄夷时期到春秋时期的聚居地在河南省潢川县、光山县一带。

### 战国至汉末
黄国灭亡后一些族人迁到河南中部（如西汉黄霸为淮阳郡阳夏县（今河南太康县）人，为丞相后徙杜陵（今陕西西安）），一些则被迫内迁到楚国腹地，还有一部分黄国遗民仍留在潢川故地。
公元前262年，黄国后裔黄歇被楚考烈王任命为令尹，封为春申君，赐淮北地十二县为封邑。十五年改封于江东，在原吴国故墟（今苏州）建城，以为都邑。《越绝书-吴地传》曰：“春申君，楚考烈王相也。烈王死，幽王立，封春申君于吴。三年幽王征春申为楚令尹，春申君自使其子为假君治吴。十一年幽王征假君，与春申君并杀之，二君治吴凡十四年。”春申君的一些后裔定居于江苏。

### 汉末至唐朝
东汉时期，一些世代公卿的家族逐渐成为名门世家，江夏郡安陆（今湖北安陆北）人黄香、黄琼、黄琬祖孙四代，作为名闻天下的孝子、名臣，在黄琬被杀后，江夏黄氏就败落无闻。唐太宗所编氏族志中，郡望有江夏郡、南安郡、松阳郡、东阳郡、濮阳郡。

### 两宋至明清
经历晚唐及五代十国的动荡，大量北方士族南渡，及南方商品经济发展，加速了黄姓人口分散到南方地区。

## 郡望
- 江夏郡：漢高帝置郡。相當於今天湖北省武漢一帶。治所在安陸，今天湖北省安陸市。
- 南安郡：南朝梁天监（502～519年）析晋安郡置南安郡，治晋安县（今南安市丰州镇），辖今莆田、泉州、漳州、厦门四市地。
- 濮阳郡：治所在濮阳（今濮阳市西）。
- 东阳郡：三国吴宝鼎元年（266）置郡，属扬州。治金华县（金华市婺城区）。
- 松阳郡：隋朝置郡，今浙江省松阳县。
- 櫟陽郡：古縣名，故城在今天陝西省臨潼縣東北。
- 安定郡：漢武帝置郡。相當於今天甘肅省平涼地區及寧夏西部，治所高平，在寧夏固原縣。
- 房陵郡：漢置房陵縣，屬漢中郡。建安末年置房陵郡，在今天湖北省房縣地區。
- 漢東郡：古縣名。故城在今天湖北省鍾祥縣西北。
- 上谷郡：公元前222年秦滅趙後置上谷郡。相當於今天河北省西北部，治所沮陽，在今天河北省懷來縣。
- 谯郡：东汉建安年间置，相当于今天安徽，河南二省之间地区。

## 堂號
- 燕山堂
- 江夏堂
- 紫雲堂
- 寬和堂
- 思敬堂
- 逸敦堂
- 敦睦堂
- 熾昌堂
- 蘗谷堂
- 四德堂
- 金墩堂
- 万卷堂
- 千顷堂
- 礼耕堂
- 敦本堂
- 军城堂
- 巩溪堂
- 莆阳堂
- 晋安堂
- 候官堂
- 鋪錦堂
- 龍溪堂
- 茭荀堂

## 地名
- 黄家口镇，中华人民共和国湖北省荆州市洪湖市下辖的镇
- 黄家潭村，中华人民共和国湖北省荆州市石首市东升镇下辖的村
- 黄家营村，中华人民共和国湖北省襄阳市谷城县石花镇下辖的村

• 黄冲村，中华人民共和国广东省江门市新会区崖门镇下辖的村

## 相同的吳粵發音
漢語音韻史上，源於上古全濁匣母的中古次濁母較中古仍讀全濁的匣母更易脫落是北方方言「黃」（huáng）、「王」（*hüáng > *üáng/yuáng > uáng/wáng）音值產生差異的主要原因，是普通話中區分宕攝合口一三等的例外情況，在二者均未脫落的吳語、二者均脫落的粵語中二字同音。潮州話例外地出現合口脫落的情形，「王」讀如「刑」，同時「黃」字文讀音「hông」極不常用，作爲姓氏直接簡讀為「ng」，從而以另一種方式避免了兩姓同音。
在無法避免兩姓同音的方言中常通過描述字型來區分兩姓。如在上海，黃姓讀作「草頭黃」（繁體廿一黃），王姓讀作「三划王」；在香港，黃姓讀作「大肚黃」或「江夏黃」等等。官話使用者多無法分辨吳語聲母「hh」與零聲母差別，並產生吳語中黃王兩姓均讀「uang」的錯誤印象，甚至體現在一些影視作品之中（如《武林外傳》）。
然而，二姓同音衹是指北部吳語和廣府白話的語音，不能代表這些方言的普遍現象。例如，吳語遂昌話將「王」讀做[iɔŋ]、「黃」讀做[ɔŋ]體現了中古音的等呼差異（但二字均合口隱入元音、濁聲母脫落），溫州瑞安話亦如同中古模式通過介音（等呼）來區分二字讀音（如陶山镇「王」讀做[ɦyo]、「黃」讀做[ɦo]），且王姓存有ü介音，非常存古（但二字韻尾或鼻化一般脫落），又如嶺南方言德胜話「王」讀做[iuɔŋ]、「黃」讀做[uɔŋ]（限兩姓，德勝話匣云演變不十分規律）。不過，吳語確實具有匣云母不按介音分化成二母的傾向，且多整體弱化爲次濁音甚至零聲母，極少讀成擦化程度極強的全濁音甚至清擦音，各方言點區分兩姓時常按介音區分並直接對應中古等呼，通過聲母分化區分的點不多。

## 延伸阅读
[在维基数据编辑]
 《百家姓》
 《欽定古今圖書集成·明倫彙編·氏族典·黃姓部》，出自陈梦雷《古今圖書集成》

## 外部連結
- 黃氏宗親 （页面存档备份，存于）
- （简体中文）中国姓氏排行(2007年4月24日)（页面存档备份，存于）
- （简体中文）中国姓氏排行 (2006年11月)